# Nederlandse kampioenschappen schaatsen afstanden 2001 - 5000 meter vrouwen
De 5000 meter vrouwen op de Nederlandse kampioenschappen schaatsen afstanden 2001 werd gehouden op 12 november 2000 in De Uithof. Titelverdedigster was Barbara de Loor, die de titel pakte tijdens de Nederlandse kampioenschappen schaatsen afstanden 2000.

## Statistieken

### Uitslag
| #      | Schaatser         | Tijd    |
| ------ | ----------------- | ------- |
| Goud   | Marja Vis         | 7.28,34 |
| Zilver | Renate Groenewold | 7.33,33 |
| Brons  | Wieteke Cramer    | 7.34,95 |
| 4      | Barbara de Loor   | 7.35,66 |
| 5      | Carien Kleibeuker | 7.38,64 |
| 6      | Martine Oosting   | 7.43,94 |
| 7      | Helen van Goozen  | 7.44,97 |
| 8      | Frédérique Ankoné | 7.50,08 |

## Uitslag
- Uitslagen NK Afstanden 2001 op SchaatsStatistieken.nl

1987 · 
1988 · 
1989 · 
1990 · 
1991 · 
1992 · 
1993 · 
1994 · 
1995 · 
1996 · 
1997 · 
1998 · 
1999 · 
2000 · 
2001 · 
2002 · 
2003 · 
2004 · 
2005 · 
2006 · 
2007 · 
2008 · 
2009 · 
2010 · 
2011 · 
2012 · 
2013 · 
2014 · 
2015 · 
2016 · 
2017 · 
2018 · 
2019 · 
2020 · 
2021 · 
2022 · 
2023 · 
2024 · 
2025